# Ден Купер
Ден Бен Купер (енгл. Dan Ben Cooper), познатији као Ди Би Купер (енгл. D. B. Cooper), медијски је псеудоним дат човеку који је успешно спровео једну од највећих авионских пљачки у историји.
ФБИ је признао пораз након више од четири деценије трагања за овим човеком. Старости око 40 година, Ден Купер је преузео лет Боинга 727 где је после нестао без икаквог трага. Елегантно обучен човек укрцао се на лет Нортвест - Оријент авио компаније у Портланду 24. новембра 1971. године. Након што је авион полетео за Сијетл, Купер је предао папир са поруком стјуардеси Флоренс Шафнер. Тихо је рекао: „Госпођице, боље погледајте ту поруку”. У поруци је писало да је у току отмица и да се у ташни налази бомба, такође је тражио 200 хиљада долара у кешу (што је око 1,5 милиона долара у 2024). Отмичар није дозволио пилоту да лети преко 3000 метара, и када је авион прилазио Невади како би преузео гориво, Купер је отворио задња врата авиона те је искочио падобраном.
Од тог тренутка му се губи сваки траг, нико не зна да ли је преживео или није. Године 1980, један осмогодишњи дечак пронашао је три новчанице од по 20 долара. Серијски бројеви на новчаницама су се поклапали са онима које је Купер добио, међутим трага о Куперу и даље није било. 2008. године Томас Колберт заједно са својом женом пронашао је стари падобран који је био закопан, и то на истој локацији где је искочио Купер. Међутим нема ни трага Куперу.